# Vittorino Colombo
Vittorino Colombo (ur. 3 kwietnia 1925 w Albiate, zm. 1 czerwca 1996 w Mediolanie) – włoski polityk i ekonomista, długoletni parlamentarzysta, minister w różnych resortach, w 1983 przewodniczący Senatu.

## Życiorys
Absolwent ekonomii i handlu na Katolickim Uniwersytecie Najświętszego Serca w Mediolanie. Pracował w przedsiębiorstwie Montecatini. Był działaczem Chrześcijańskiego Stowarzyszenia Pracowników Włoskich oraz Włoskiej Konfederacji Pracowniczych Związków Zawodowych. Dołączył do Chrześcijańskiej Demokracji. Z jej ramienia w latach 1958–1994 był członkiem parlamentu. Sprawował mandat posła do Izby Deputowanych III, IV, V i VI kadencji, a następnie od 1976 wchodził w skład Senatu VII, VIII, IX, X i XI kadencji.
Obejmował różne stanowiska rządowe. Od lutego 1966 do czerwca 1968 pełnił funkcję podsekretarza stanu w resorcie finansów. Później był ministrem handlu zagranicznego (od grudnia 1968 do sierpnia 1969), marynarki handlowej (od sierpnia 1969 do marca 1970 oraz od marca 1978 do marca 1979), zdrowia (od marca do listopada 1974), poczty i telekomunikacji (od lipca 1976 do marca 1978 oraz od marca 1979 do kwietnia 1980) oraz transportu (od marca 1978 do marca 1979). Od maja do lipca 1983 przewodniczył wyższej izbie włoskiego parlamentu.
Działał na rzecz współpracy włosko-chińskiej, był prezesem instytutu Istituto Italo Cinese per gli scambi economici e culturali.